# Delia echinata
Delia echinata är en tvåvingeart som först beskrevs av Seguy 1923.  Delia echinata ingår i släktet Delia och familjen blomsterflugor. Arten är reproducerande i Sverige. Inga underarter finns listade i Catalogue of Life.